# Reposo

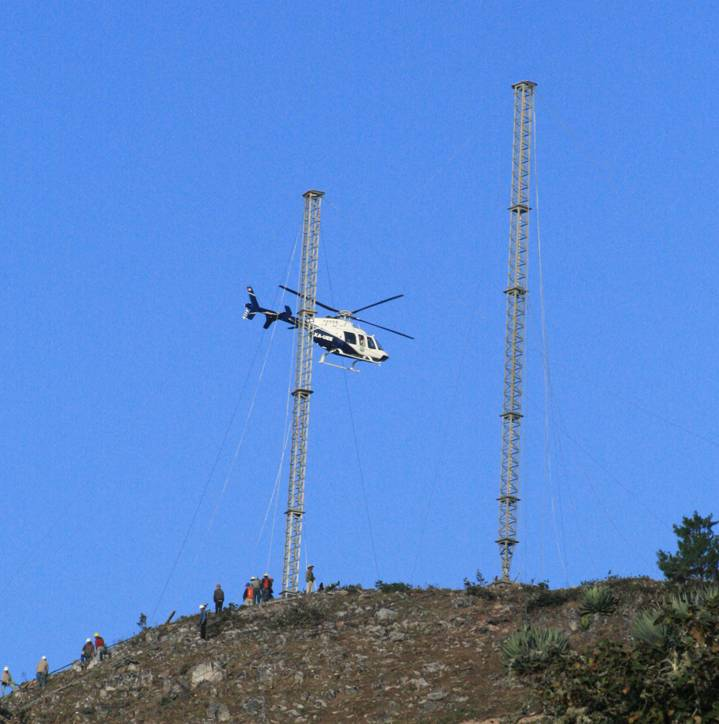

En física, el reposo es el estado de la materia en donde el cuerpo no se mueve. Se divide en dos:
1. reposo relativo
2. reposo permanente.

El reposo permanente es cualquier cuerpo en el espacio estático.
El reposo relativo es un cuerpo en reposo arriba de otro en movimiento; ejemplo: un árbol, en teoría es estático, pero la Tierra está en movimiento.

## Propiedades
- No existe el reposo absoluto, lo que hay es reposo en relación con sistemas de referencias.[1]
- El movimiento en el Universo sí es absoluto (siempre las cosas están que se mueven, cambian constantemente o se transforman, en distintos aspectos; por ejemplo: movimiento físico, movimiento evolutivo, evolución del pensamiento, etcétera).
- Sin embargo, el movimiento es relativo en relación con sistemas inerciales de referencia. Es decir, en relación con un observador que se considera fijo. Pero, hablando en general, en su esencia, es absoluto. Lo que no ocurre con el reposo. Por ejemplo: Un árbol está en reposo en relación con la tierra, que podemos considerar como un sistema de referencia inercial (a= 0), pero ambos, tierra y árbol, se mueven trasladándose alrededor del sol (movimiento mecánico), además que existe un movimiento (en su acepción más general) interno de cada uno de ellos debido a que los electrones en sus átomos y sus propias moléculas están en continuo movimiento. Otro ejemplo, una persona en un avión está en reposo en relación con este medio de transporte, mas se está moviendo (junto con el avión) en relación con la Tierra.
- El estado de reposo relativo se podría subdividir en dos (según algún criterio):[cita requerida]
  - Reposo permanente, p. ej. el de una mesa estática, un objeto colgado sin moverse, etcétera (aunque la permanencia puede no darse en un tiempo infinito).
  - Reposo transitorio o en el límite de un movimiento, como al que se llega cuando lanzamos verticalmente hacia arriba un objeto. Cuando alcanza su altura máxima, en ese instante la velocidad se hace nula (cero) y el cuerpo se encuentra en un estado transitorio de reposo. Pasado ese estado (de tiempo igual a cero), el cuerpo continúa su movimiento de caída.
- Ecuación por lo tanto, la posición de un cuerpo en reposo siempre será la posición inicial, independientemente del tiempo.
- Primera Ley de Newton: Un objeto en reposo seguirá en reposo mientras no se apliquen fuerzas sobre él.
- Fricción estática: Para aplicar una fuerza que logre sacar al objeto de su reposo, es necesario que la misma sea mayor a la fricción estática del sitio en donde esté situada.